# Епископска резиденция (Хераклея Линкестис)
Епископската резиденция (на македонска литературна норма: Епископска резиденција) е археологически обект в античния македонски град Хераклея Линкестис, Северна Македония.

## История
С няколко фази и вероятно и предназначения сградата е използвана в периода от IV до VI век.

## Описание
Епископската резиденция в Хераклея е имала трапецовидна форма и южната ѝ страна е била прикрепена към градските стени. Според древната традиция стаите са били разположени около централния двор с кладенец в средата. По-луксозните стаи са разположени в източното крило.